# Bloedingstijd
Bloedingstijd is de tijdsduur, uitgedrukt in minuten, die verstrijkt tussen het aanbrengen van een gestandaardiseerde steekwond en het moment dat de veroorzaakte bloeding stopt. De bloedingstijd is afhankelijk van de primaire hemostase (bloedplaatjes en vonwillebrandfactor). Een verlengde bloedingstijd wordt veroorzaakt door lage bloedplaatjesaantallen, verminderde bloedplaatjesfunctie, lage concentraties vonwillebrandfactor of verminderde vonwillebrandfactorfunctie. De secondaire hemostase [bloedstolling] heeft geen invloed op de bloedingstijd. Er is dus geen relatie tussen de protrombinetijd (PT) en de geactiveerde partiële tromboplastinetijd (aPTT). Een lange bloedingstijd kan duiden op verschillende aandoeningen, zoals een verhoogde bloedingsneiging (hemorragie).

## Bepaling
Er zijn drie methoden om de bloedingstijd te bepalen:
1. Duke-methode: punctie in oorlel (bij kleine kinderen in hiel of grote teen). Deze methode wordt niet meer gebruikt vanwege de lage reproduceerbaarheid.
2. Ivy-methode (Andrew Conway Ivy, 1940): drie puncties (2-3 mm diep) in onderarm, waarbij de bovenarm gestuwd wordt (tot 40 mmHg) om de weefseldruk constant te houden.
3. Mielke-techniek: drie puncties (lengte 3-10mm, 1 mm diep) in onderarm, waarbij de bovenarm gestuwd wordt (tot 40 mmHg) om de weefseldruk constant te houden. Deze methode wordt uitgevoerd met een disposable apparaatje.

## Beïnvloeding
Factoren die de uitslag beïnvloeden:
- de arm moet stilliggen
- manchetdruk
- medicatie: NSAID's, bepaalde antibiotica en vitamine B-complex hebben bijvoorbeeld invloed op de bloedingstijd
- gebruik van alcohol
- diepte van de punctie
- in de arm mag geen infuus aangebracht zijn

## Normaalwaarde
1. Duke-methode: 1-4 min.
2. Ivy-methode: 1-4 min.
3. Mielke-techniek: 2-9 min.